# Melanargia cocuzzana
Melanargia cocuzzana är en fjärilsart som beskrevs av Hermann Stauder 1914. Melanargia cocuzzana ingår i släktet Melanargia och familjen praktfjärilar. Inga underarter finns listade i Catalogue of Life.